# Biochemia zwierząt
Biochemia zwierząt – nauka weterynaryjna zajmująca się badaniem wszelkich procesów biochemicznych (czyli z pogranicza biologii i chemii), które zachodzą w organizmach zwierzęcych. 
Jest nauką podstawową wobec medycyny weterynaryjnej, czerpią z niej między innymi takie dziedziny, jak fizjologia zwierząt, patofizjologia zwierząt, farmakologia weterynaryjna.